# Christoph August Gersting
Christoph August Gersting (auch: Christian Gersting und August Christian Gersting; * 30. September 1802 in Hannover; † 31. März 1872 ebenda) war ein deutscher Maurermeister, Baumeister, Senator und Architekt. Gersting baute im Stil des Klassizismus und war Ausbilder von Conrad Wilhelm Hase.

## Leben
Gersting arbeitete von 1823 bis 1826 auf verschiedenen Baustellen in Hannover, Berlin, Lübeck und Riga. Von Ende 1826 bis November 1827 besuchte er die Architekturschule in Kopenhagen. Anschließend unternahm er 1828 Reisen nach England, Frankreich, Italien und in die Schweiz. 1829 legte er seine Meisterprüfung in Hannover ab.
Christoph August Gersting wurde zum königlichen Hofmaurermeister ernannt, wurde auch Senator. Er war der Ausbilder von Conrad Wilhelm Hase während dessen Maurerlehre; später war er beteiligt an Hases erstem Bau, dem Mausoleum des Grafen Carl von Alten in Wilkenburg-Sundern (1842).
Für die Gemeinde Neu-Linden lieferte Gersting im Jahr 1847 für 200 Schüler ein neues Schulgebäude in der Posthornstraße, das dann unter finanzieller Beteiligung der seinerzeit in Linden herrschenden Adelsfamilie von Platen errichtet wurde.
Nachdem am 26. März 1849 in Hannover eine Allgemeine Krankenkasse gegründet worden war, wurde Gersting gemeinsam mit „G. W. Roese“ und dem Hofdestillateur Georg Wilhelm Peters Mitglied des Vorstandes und zählte zu den „auffälligsten Wortführern im liberalen Bürgertum.“
In der Hohestraße wurde 1851 ein weiteres Schulhaus nach Entwürfen Gerstings errichtet.
Sein Sohn Theodor Gersting (1837–1868) war ebenfalls Architekt. Die Badeanstalt an der Friedrichstraße war sein bedeutendstes Werk.

## Bauten (unvollständig)

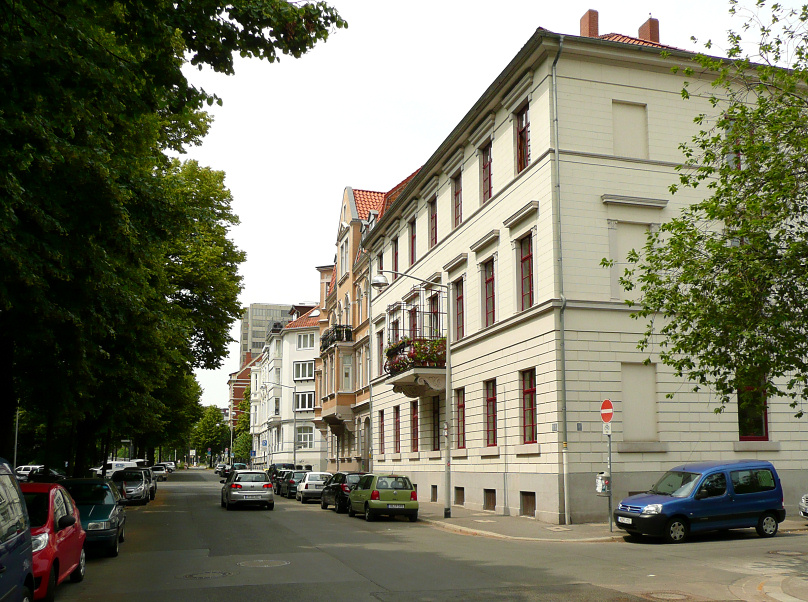
Haus Adolfstraße 5 (im Vordergrund)

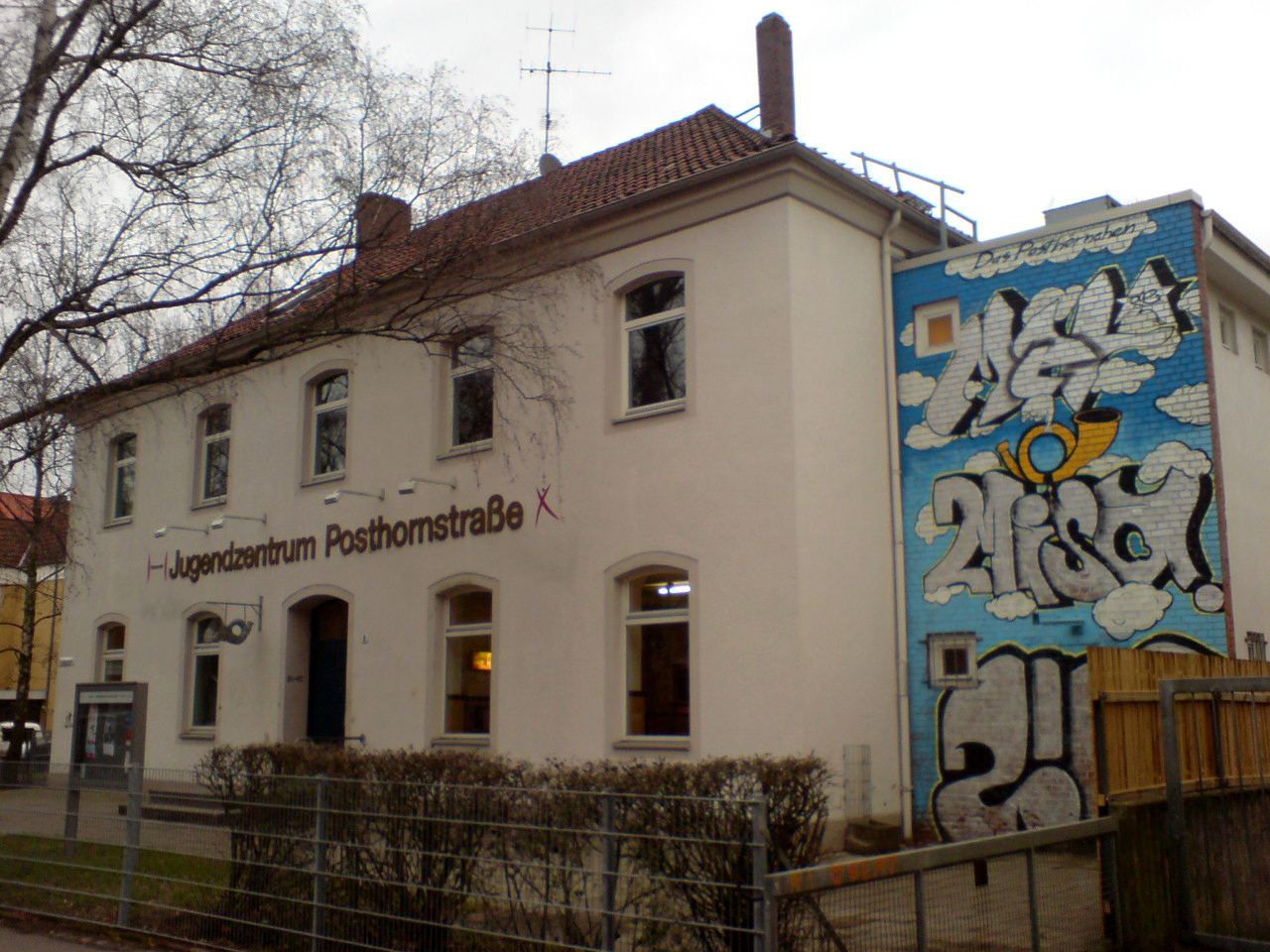
Schulgebäude Posthornstraße 8 von 1847, heute Jugendzentrum Posthornstraße

- 1820: eigenes Gartenhaus am Schiffgraben in Hannover
- um 1833 bis 1835: Eckhaus Adolfstraße 5 in der Calenberger Neustadt
- 1847: Schulgebäude für 200 Schüler,[2] Posthornstraße 8 (heute: Jugendzentrum Posthornstraße[4]) als Neubau der Schule, die von 1796 bis 1847 in der Weberstraße 23 bestand[5]
- 1851: Schulhaus in der Hohestraße in Linden[2]
- 1855–1856: Logenhaus Herrenstraße für die Freimaurerlogen in Hannover[6]